# Guido Imbens
Guido Wilhelmus Imbens (født 3. september 1963 i Geldrop ved Eindhoven i Nederland) er en nederlandsk/amerikansk økonom, der er professor ved Stanford Graduate School of Business, Stanford University. Han fik i 2021 Nobelprisen i økonomi sammen med sin medforfatter Joshua Angrist og med arbejdsmarkedsøkonomen David Card for deres forskning, der gjorde brug af naturlige eksperimenter. Angrist og Imbens delte halvdelen af prisen for deres fælles arbejde med at udvikle metoder til at studere dette forskningsområde.

## Forskning
Angrist og Imbens har sammen udarbejdet en metodologi til at afgøre, i hvilket omfang man kan bruge naturlige eksperimenter til bl.a. at udlede gyldige udsagn om årsag og virkning af økonomisk-politiske tiltag. Deres metode anvendes i dag af mange forskere, der arbejder med empiriske undersøgelser. Ifølge lektor Jeppe Druedahl ved Københavns Universitet er deres arbejde ligesom David Cards et eksempel på, hvordan faget økonomi de seneste 30-40 år har ændring sig i retning mod et større fokus på empirisk arbejde ved at designe undersøgelser og udvikle pålidelige metoder til at finde årsagssammenhænge. Metoderne bruges nu ikke kun indenfor økonomi, men også indenfor andre samfundsvidenskaber som sociologi og statskundskab.

## Privatliv
Imbens blev gift med Susan Athey i 2002. Medforfatteren og vennen Joshua Angrist var forlover ved deres bryllup. Athey er også professor i økonomi ved Stanford Graduate School of Business. Hun var den første kvindelige økonom, der modtog den prestigefulde John Bates Clark-medalje.